# 半缩酮

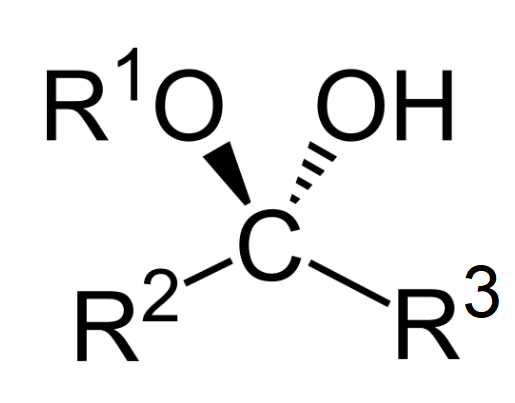
半缩酮通式

半缩酮（hemiketal）是同一碳上连结了羟基、烷氧基、两个烷基的有机化合物，即 R2R3C(OH)OR1，R1、R2与R3皆为碳基基团而不为氢（如右图）。半缩酮在酸性和碱性水溶液中都是不稳定的。有些糖类可以以半缩酮的形式存在。

## 反应式
半缩酮由酮与醇缩合反应而得，而半缩酮可以继续和醇反应得到缩酮。

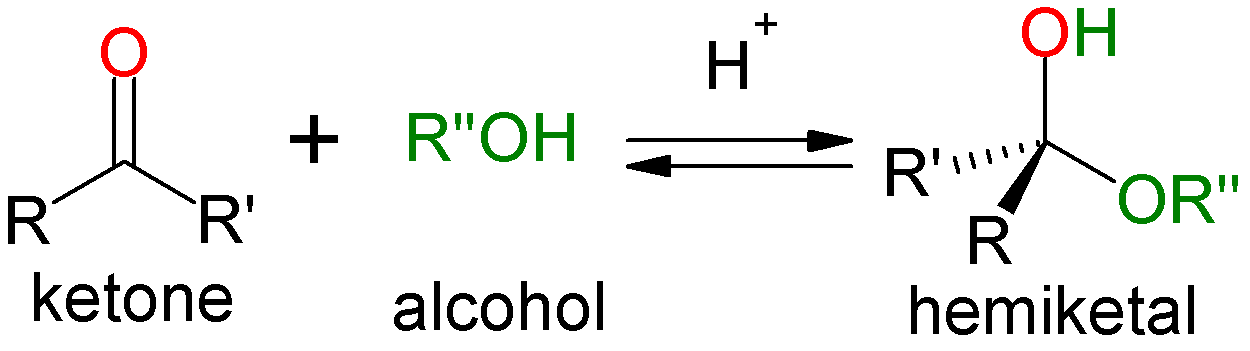
酮与醇缩合成半缩酮

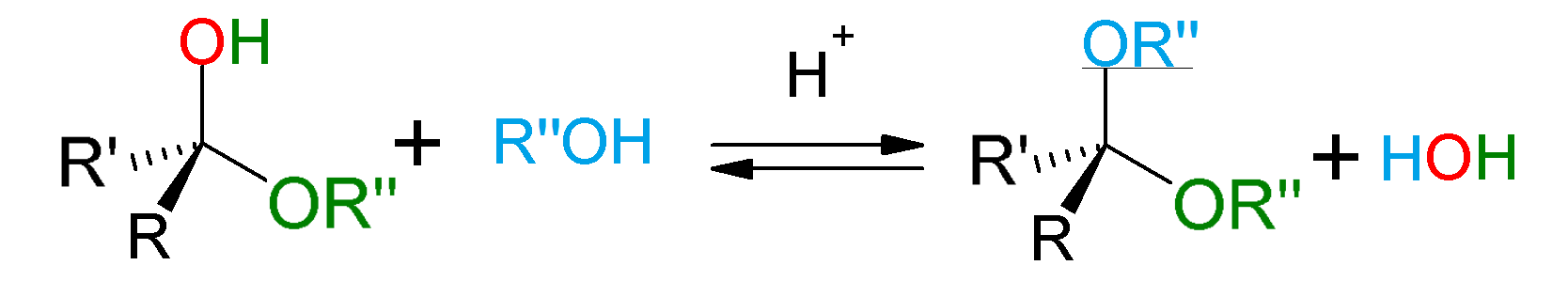
半缩酮再与醇缩合成缩酮

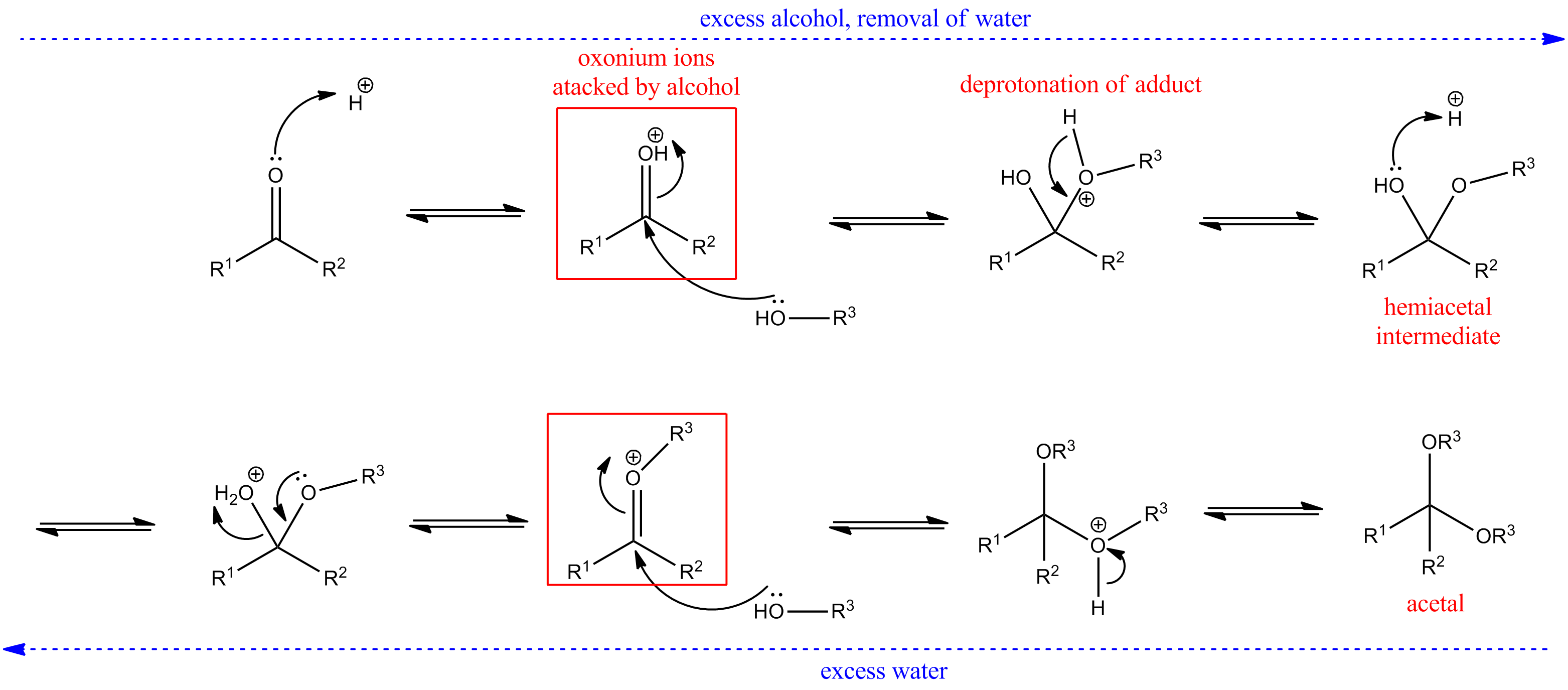
酸催化缩醛的形成

缩醛（酮）生成过程的有机化学反应机理：